# Smittipora philippinensis
Smittipora philippinensis är en mossdjursart som beskrevs av Ferdinand Canu och Ray Smith Bassler 1929. Smittipora philippinensis ingår i släktet Smittipora och familjen Onychocellidae. Inga underarter finns listade i Catalogue of Life.